# Iosimenol
Iosimenol is de INN-benaming van een niet-ionische joodhoudende verbinding die gebruikt kan worden als contrastmiddel bij röntgenonderzoek. De stof wordt ook iosmin genoemd. Ze heeft een relatief lage viscositeit, is zeer hydrofiel en is op farmacologisch vlak vergelijkbaar met iotrolan en iodixanol. Het dimeer iosimenol werd ontwikkeld door dr. Milos Sovak in Californië en medewerkers. Sovak is ook de mede-ontwikkelaar van de contrastmiddelen ioxilan en iotrolan.